# Comuna Ususău, Arad
Ususău (în maghiară: Marosasző) este o comună în județul Arad, Banat, România, formată din satele Bruznic, Dorgoș, Pătârș, Ususău (reședința) și Zăbalț.

## Demografie
Componența etnică a comunei Ususău
     Români (92,86%)
     Alte etnii (0,57%)
     Necunoscută (6,57%)
Componența confesională a comunei Ususău
     Ortodocși (63,25%)
     Penticostali (27,35%)
     Alte religii (2,61%)
     Necunoscută (6,78%)
Conform recensământului efectuat în 2021, populația comunei Ususău se ridică la 1.415 locuitori, în creștere față de recensământul anterior din 2011, când fuseseră înregistrați 1.392 de locuitori. Majoritatea locuitorilor sunt români (92,86%), iar pentru 6,57% nu se cunoaște apartenența etnică. Din punct de vedere confesional, majoritatea locuitorilor sunt ortodocși (63,25%), cu o minoritate de penticostali (27,35%), iar pentru 6,78% nu se cunoaște apartenența confesională.

## Politică și administrație
Comuna Ususău este administrată de un primar și un consiliu local compus din 9 consilieri. Primarul, Florin Țole[*], de la Partidul Național Liberal, este în funcție din 2008. Începând cu alegerile locale din 2024, consiliul local are următoarea componență pe partide politice:
|  | Partid                          | Consilieri | Componența Consiliului | Componența Consiliului | Componența Consiliului | Componența Consiliului | Componența Consiliului |
|  | ------------------------------- | ---------- | ---------------------- | ---------------------- | ---------------------- | ---------------------- | ---------------------- |
|  | Partidul Național Liberal       | 5          |                        |                        |                        |                        |                        |
|  | Partidul Social Democrat        | 2          |                        |                        |                        |                        |                        |
|  | Uniunea Salvați România         | 1          |                        |                        |                        |                        |                        |
|  | Alianța pentru Unirea Românilor | 1          |                        |                        |                        |                        |                        |

## Atracții turistice
- Rezervația paleontologică din satul Zăbalț (5 ha.)
- Valea Mureșului în satul Ususău
- Rezervația naturală "Măgura cu Ghimpi" din satul Dorgoș
- Defileul Mureșului (sit de importanță comunitară inclus în rețeaua europeană Natura 2000 în România)

## Personalități născute aici
- Teodor V. Păcățian (1852 - 1941), publicist și istoric român;
- Károly Levitzky (1885 - 1978), canotor maghiar de etnie evreiască;
- Vasile Varga (1921 - 2005), pictor român.

## Vezi și
- Biserica de lemn din Zăbalț (1849)
- Biserica de lemn din Bruznic (1805)